# Alexandur Kristiansen
Alexandur Kristiansen (23. april 1949) er en færøsk digter og forfatter. I 1960'erne arbejdede han som sømand, men så besluttede han at uddanne sig til lærer og startede på Lærerseminariet i Tórshavn og blev uddannet som lærer i 1976, hvorefter han arbejdede som lærer, først to år i Tórshavn og derefter i Fuglefjord. Han har været aktiv i  Bókadeild Føroya Lærarafelags (Færøernes Lærerforenings Forlag), hvor han sad i bestyrelsen i 20 år, fra 1980 til 2000. Han har også været redaktør af Mín jólabók i flere år. Som forfatter er han bedst kendt som digter, og blandt børn er han kendt for de morsomme sange, som han har digtet. Udover at have skrevet i Min julebog, i det litterære tidsskrift Vencil mm. har han også oversat flere børnebøger til færøsk. 
Han bor i Fuglafjørður og er gift med Karolina Matras, de har tre sønner.

## Priser
- 1977 - Færøernes litteraturpris (Mentanarvirðisløn M. A. Jacobsens)
- 1983 - Barnamentanarheiðursløn Tórshavnar býráðs (Thorshavn Byråds Børnekulturpris)
- 2003 - Barnamentanarheiðursløn Tórshavnar býráðs (Thorshavn Byråds Børnekulturpris)[3]